# Special Olympics Syrien
Special Olympics Syrien (englisch Special Olympics Syria) ist der von Syrien gegründete Verband von Special Olympics International mit Sitz in Damaskus. Ziel des Verbandes ist es, das ganze Jahr über Sport für Kinder, Jugendliche und Erwachsene mit geistiger Beeinträchtigung und Mehrfachbeeinträchtigung anzubieten, damit sie körperlich fit sind, ihren Mut zeigen können und Freundschaften zu anderen Athleten knüpfen können. Seine Arbeit soll auch die Inklusion fördern. Außerdem betreut der Verband die syrischen Athletinnen und Athleten bei den internationalen Special Olympics Wettbewerben.

## Geschichte
Special Olympics Syrien wurde 1994 gegründet. Seit 1999 nahm der Verband regelmäßig an den  MENA-Region Games von Special Olympics teil und war 2010 Gastgeber dieser Spiele, die in Damaskus stattfanden.

## Aktivitäten
Im Jahr 2016 waren 11.656 Athletinnen, Athleten und Unified Partner sowie 539 Trainer in dem Verband registriert.
Special Olympics Syrien bietet folgende Sportarten an: Badminton, Basketball, Boccia, Bowling, Floor Hockey, Fußball, Gymnastik, Handball, Judo, Kraftdreikampf, Leichtathletik, Radsport, Reiten, Roller Skating, Schwimmen, Tischtennis und Volleyball. Bei den Special Olympics World Summer Games 2019 traten syrische Athleten zusätzlich in den Sportarten Beach-Volleyball, Tennis und Triathlon an.
Der Verband nimmt an dem Programm Athlete Leadership teil, das von Special Olympics International ins Leben gerufen wurde.

### Teilnahme an vergangenen Weltspielen

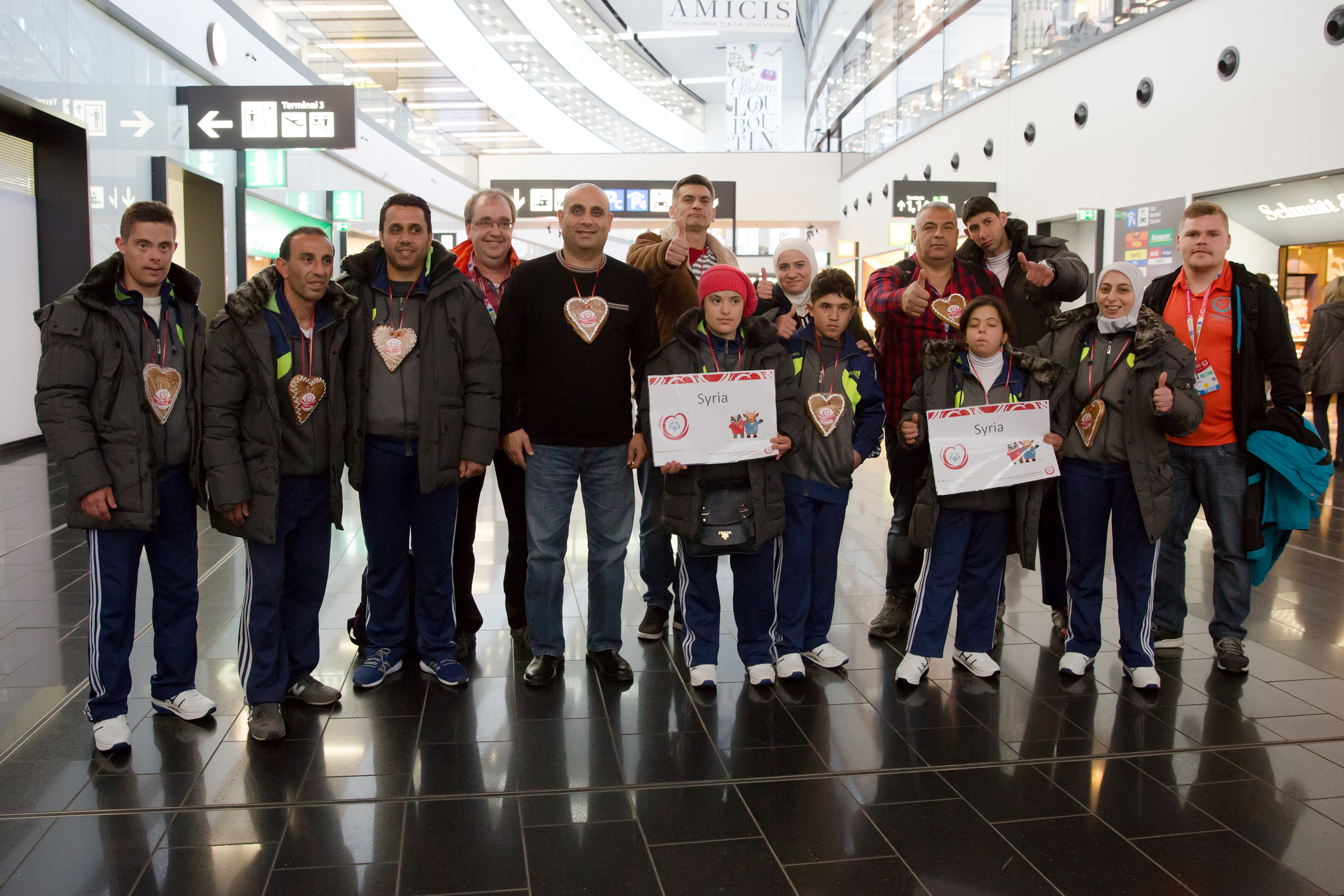
Special Olympics World Winter Games 2017 Ankunft des Teams aus Syrien

- 1999 Special Olympics World Summer Games, North Carolina, USA
- 2003 Special Olympics World Summer Games, Dublin, Irland
- 2005 Special Olympics World Winter Games, Nagano, Japan
- 2007 Special Olympics World Summer Games, Shanghai, China
- 2011 Special Olympics World Summer Games, Athen, Griechenland[3]
- 2015 Special Olympics World Summer Games, Los Angeles, USA (15 Athletinnen und Athleten)[1]
- 2017 Special Olympics World Winter Games, Graz-Schladming-Ramsau, Österreich
- 2019 Special Olympics, World Summer Games, Abu Dhabi (98 Athletinnen und Athleten)[2]

### Teilnahme an den Special Olympics World Summer Games 2023 in Berlin
Der Verband Special Olympics Syrien nahm an den Special Olympics World Summer Games 2023 in Berlin teil. Arendsee (Altmark) betreute die Delegation aus Syrien vor den Spielen im Rahmen des Host Town Programs. Die Delegation bestand aus 40 Personen. Das Team gewann bei diesen Weltspielen sieben Gold-,  acht Silber- und zehn Bronzemedaillen.

## Erfolgreiche Athletinnen und Athleten (Auswahl)
- Nina Mohamed Basam Al Rifai, Schwimmen